# Чепеларе
Чепела́ре (болг. Чепеларе) — місто в Смолянській області Болгарії. Адміністративний центр общини Чепеларе.

## Населення
За даними перепису населення 2011 року у місті проживала 5381 особа.
Національний склад населення міста:
| Національність   | Кількість осіб | Відсоток |
| ---------------- | -------------- | -------- |
| болгари          | 4195           | 98,1%    |
| турки            | 8              | 0,2%     |
| цигани           | 3              | 0,1%     |
| інша             | 14             | 0,3%     |
| не визначились   | 57             | 1,3%     |
| Всього відповіли | 4277           |          |

Розподіл населення за віком у 2011 році:
Динаміка населення: